# Viacheslav Hlazkov
Viacheslav Valeriyovych Hlazkov –en ucraniano, В'ячеслав Валерійович Глазков– (Lugansk, URSS, 15 de octubre de 1984) es un deportista ucraniano que compitió en boxeo.
Participó en los Juegos Olímpicos de Pekín 2008, obteniendo una medalla de bronce en el peso superpesado. Ganó una medalla de plata en el Campeonato Mundial de Boxeo Aficionado de 2007, en el mismo peso.

## Palmarés internacional
| Juegos Olímpicos   | Juegos Olímpicos         | Juegos Olímpicos  | Juegos Olímpicos |
| Año                | Lugar                    | Medalla           | Categoría        |
| ------------------ | ------------------------ | ----------------- | ---------------- |
| 2008               | Pekín (China)            | Medalla de bronce | +91 kg           |
| Campeonato Mundial |                          |                   |                  |
| Año                | Lugar                    | Medalla           | Categoría        |
| 2007               | Chicago (Estados Unidos) | Medalla de plata  | +91 kg           |